# 長浜バイパス

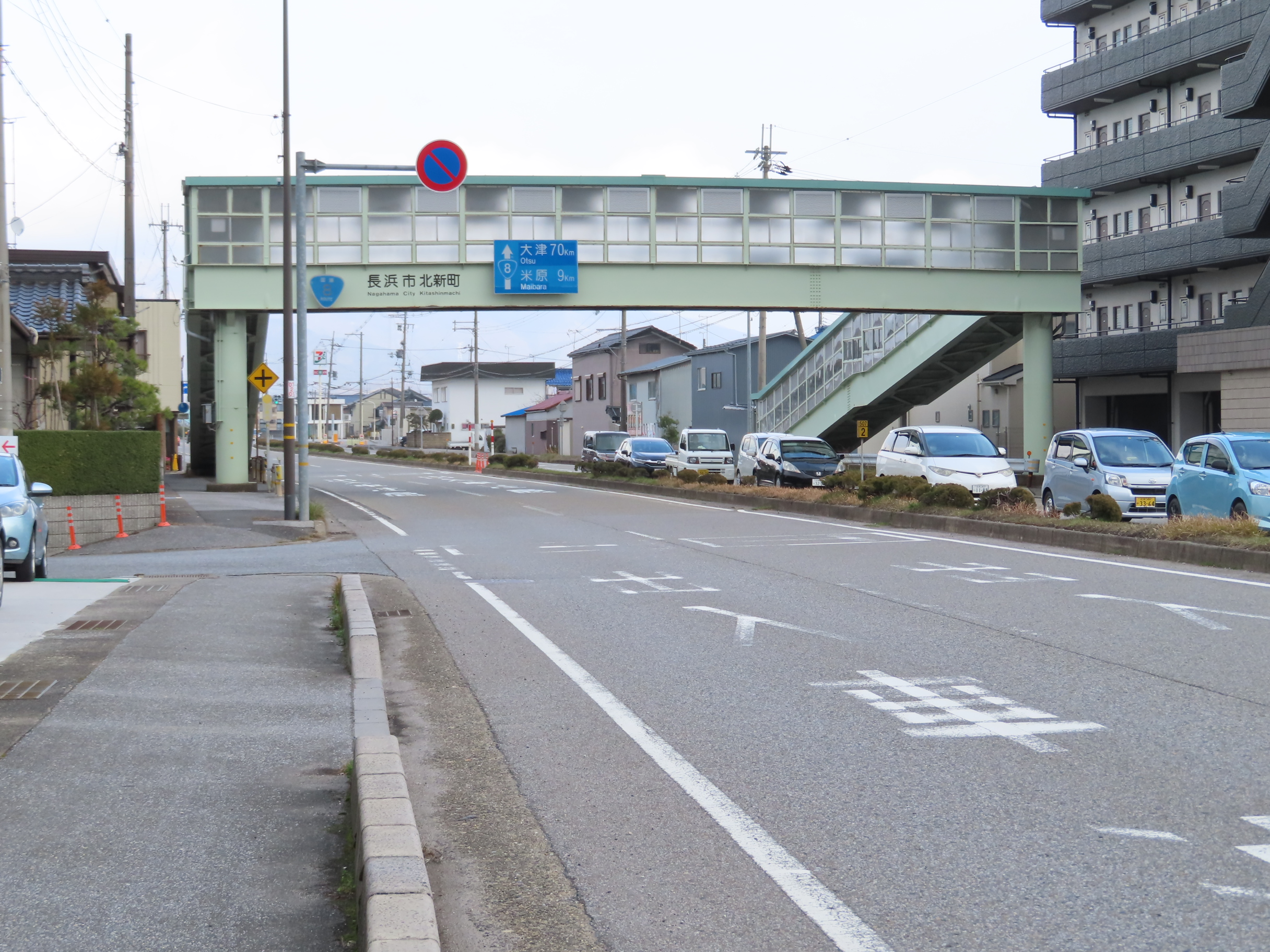
長浜市北新町の長浜バイパス（2021年3月撮影）

長浜バイパス（ながはまバイパス）は、滋賀県長浜市神照町から同市加田町に至る国道8号のバイパス道路である。

## 概要

### 路線データ
- 起点 : 滋賀県長浜市神照町
- 終点 : 滋賀県長浜市加田町
- 総延長 : 5.8 km[1]
- 規格 : 第3種第1級
- 道路幅員 : 28.0 m
- 車線数 : 4車線
- 設計速度 : 60 km/h
- 道路管理者 : 国土交通省近畿地方整備局滋賀国道事務所[1]

## 歴史
- 1966年度（昭和41年度） - 事業化[2]。
- 1970年（昭和45年）7月1日 - 工事着工（小堀町 - 勝町間）[3]。
- 1972年（昭和47年）
  - 7月20日 - 神照町 - 川崎町間（2.1 km）が供用開始（暫定2車線）[4][5]。
  - 12月25日 - 川崎町 - 下坂中町間（3.0 km）が供用開始（暫定2車線）[4][6]。
- 1977年（昭和52年）8月1日 - 下坂中町 - 加田町間（0.7 km）が供用開始（暫定2車線）[7]、全線開通[1][8]。
- 1980年（昭和55年）3月27日 - 川崎町 - 大戌亥町間（2.0 km）が4車線化[6]。
- 1983年（昭和58年）4月2日 - 神照町 - 川崎町間（2.1 km）が4車線化[5]。
- 1987年（昭和62年）10月1日 - バイパス部を国道8号に指定、長浜市街地を通る従前の国道は滋賀県道556号長浜近江線に指定変更[9]。
- 1991年（平成3年）3月20日 - 大戌亥町 - 下坂中町間が4車線化[6]。
- 1997年（平成9年）4月9日 - 下坂中町 - 加田町間が4車線化、これに伴い全線4車線での供用を開始[1][10]。

## 地理

### 交差する道路
- 滋賀県道556号長浜近江線（北新町交差点）
- 滋賀県道271号佐野長浜線（神照小学校前交差点）
- 滋賀県道37号中山東上坂線 長浜インターチェンジ方面（川崎交差点）
- 滋賀県道509号間田長浜線（八幡東交差点）
- 滋賀県道244号大野木志賀谷長浜線（下坂中町交差点）
- 滋賀県道242号加田田村線（加田町交差点）

## 接続するバイパスの位置関係
（大津方面） - 野洲栗東バイパス（事業中） - 現道 - 米原バイパス - 長浜バイパス - 現道 - 塩津バイパス - （敦賀方面）